# بيل ريتشاردسون
وليم بيلن «بيل» ريتشاردسون الثالث (بالإنجليزية: William Blaine "Bill" Richardson III)‏ هو سياسي ودبلوماسي أمريكي ينتمي إلى الحزب الديمقراطي شغل منصب حاكم ولاية نيومكسيكو بدايةً من 1 كانون الثاني سنة 2003. ولد بيل ريتشاردسون في 15 تشرين الثاني سنة 1947 في ولاية كاليفورنيا. خدم بيل ريتشاردسون في مجلس النواب الأمريكي عن ولاية نيو مكسيكو ما بين عامي 1983 إلى عام 1997 بعدها شغل ريتشاردسون منصب سفير الولايات المتحدة لدى منظمة الأمم المتحدة ما بين 13 شباط سنة 1997 إلى 18 آب سنة 1998. بعدها شغل ريتشاردسون منصب وزير الطاقة الأمريكي ما بين 18 آب 1998 إلى 20 كانون الثاني 2001.

## الوفاة
توفي بيل ريتشاردسون في 1 سبتمبر 2023 عن عمر ناهز الخامسة والسبعين.

## روابط خارجية
- بيل ريتشاردسون على موقع IMDb (الإنجليزية)
- بيل ريتشاردسون على موقع الموسوعة البريطانية (الإنجليزية)
- بيل ريتشاردسون على موقع مونزينجر (الألمانية)
- بيل ريتشاردسون على موقع إن إن دي بي (الإنجليزية)